# Berylmys
Berylmys är ett släkte av däggdjur som ingår i familjen råttdjur.
Ursprunget till det vetenskapliga namnet noterades inte av John Reeves Ellerman. Enligt en gissning syftade han på läkare Beryl Brodie som förekom ofta i nyheterna när släktets beskrevs.

## Beskrivning
Dessa gnagare påminner om vanliga råttor (Rattus) och listades ursprungligen som undersläkte till dessa. Arterna når en kroppslängd (huvud och bål) av 13,5 till 30 cm och en svanslängd av 14 till 31 cm. De väger 177 till 650 gram. Pälsen är på ovansidan mörkgrå och det finns en tydlig gräns till den vita undersidan. Svansen kan vara enfärgad eller mörk på ovansidan och ljus på undersidan. Det förekommer även populationer där bara svansspetsen är vitaktig. Berylmys har långa smala bakfötter. I motsats till vanliga råttor har de oftast vita framtänder.
Arterna förekommer i östra och sydöstra Asien från östra Indien och södra Kina till Vietnam, Malackahalvön och Sumatra. Habitatet utgörs av tropiska skogar och ibland uppsöks marskland eller jordbruksmark.
Berylmys vistas på marken och vilar i underjordisk bon. I bergstrakter når de 2800 meter över havet. Födan utgörs av olika växtdelar som frön, frukter, blad och gräs samt av ryggradslösa djur som insekter och daggmaskar. Honor som hölls i fångenskap hade 2 till 5 ungar per kull. Deras livslängd var ungefär 1,5 år.
Berylmys berdmorei och Berylmys bowersi listas av IUCN som livskraftig (LC) och de andra två med kunskapsbrist (DD).

## Systematik
Arter enligt Catalogue of Life och Wilson & Reeder (2005):
- Berylmys berdmorei
- Berylmys bowersi
- Berylmys mackenziei
- Berylmys manipulus